# Чивитела дел Лаго
Чивитела дел Лаго је насеље у Италији у округу Терни, региону Умбрија.
Према процени из 2011. у насељу је живело 433 становника. Насеље се налази на надморској висини од 471 м.